# Ligne Gyeongui

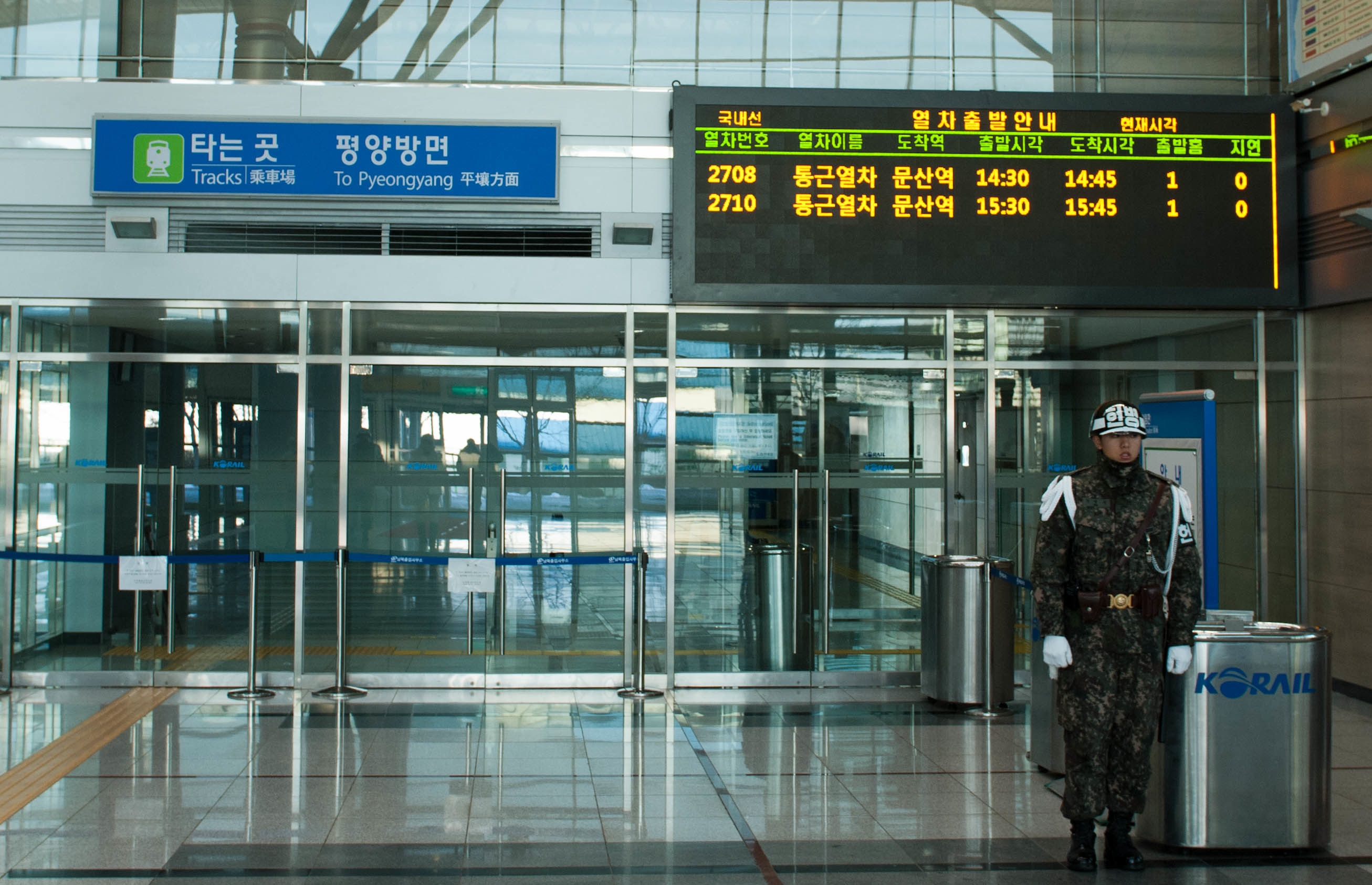
Gare de Dorasan

La ligne Gyeongui est une ligne ferroviaire exploitée par Korail avec le métro de Séoul entre la gare de Séoul et la gare de Dorasan à Paju.

## Histoire
Pour l'historique de la ligne d'origine et d'autres informations avant 1945, voir Ligne Gyeongui (1904–1945) .
À l'origine, la ligne continuait jusqu'à Pyongyang et Sinŭiju en Corée du Nord, où elle était reliée au chemin de fer de Mandchourie du Sud, reliant lui-même le système ferroviaire coréen au reste de l'Asie et de l'Europe.
L'Empire coréen projetait de construire la ligne Gyeongui depuis la fin du XIXe siècle, mais un manque de financement a entraîné la suspension du projet. L'empire du Japon, qui avait obtenu alorq une autorisation pour construire la ligne Gyeongbu de Busan à Séoul, a également cherché à prendre le contrôle du projet visant la ligne Gyeongui. Cette manœuvre permettait une continuation plus au nord de leur ligne. De plus, le projet est un poids majeur pour le Japon pour maintenir son influence sur la Corée. La ligne a également été mise en avant pour ses atouts militaires dans le cas d'une confrontation futur avec la Russie. Conflit qui aura lieu en 1904 sous le nom de guerre russo-japonaise. Au début de la guerre, le Japon a ignoré les déclarations de neutralité de la Corée dans ce conflit et a placé de nombreuses troupes à Incheon. Puis, les japonais  a forcé le gouvernement coréen à signer un accord qui donnait au Japon le contrôle militaire des projets ferroviaires sur le territoire s'ils étaient jugés nécessaires a l'effort de guerre. L'armée japonaise a commencé à construire la ligne Gyeongui, tandis que des casernes de troupes ont été établies le long en connexion direct avec la voie ferrée. La plus grande caserne construite à cette époque est toujours visible à côté de la gare de Yongsan à Séoul.
Le service de fret sur l'ensemble de la ligne Gyeongui a débuté le 3 avril 1906.

### Frontière des deux Corées
Après la division de la Corée en 1945, les trains ont cessé de circuler entre les moitiés nord et sud du pays, ce qui signifie que les trains du sud s'arrêtaient probablement à Kaesŏng. Kaesŏng est actuellement en Corée du Nord mais à l'époque elle faisait partie de la zone sud administrée par les États-Unis. Les trains du Nord eux, s'arrêtaient très certainement au nord de Kaesŏng.
Après la fin de la guerre de Corée en 1953, les trains du sud ont vu leur terminus nord déplacé aux alentours de Munsan (au nord de Séoul). Les trains du nord, ont maintenu leur terminus sud à Kaesŏng. À la même époque, la Corée du Nord a renommé la section de P'yŏngyang à Kaesŏng de la ligne en ligne P'yŏngbu et la section de P'yŏngyangn à Sinŭiju en ligne P'yŏngŭi. Les voies de la RPDC sont désormais électrifié à 100 %, bien que les tronçons à double voie ne s'étendent que de Pyongyang à l'aéroport de Sunan.
Depuis le sommet entre les deux Corées en 2000, un effort a été lentement entrepris pour reconnecter la ligne Gyeongui sud et nord. Le service de transport de passagers du Sud a été étendu jusqu'à Dorasan, à la limite de la zone démilitarisée (DMZ). Des voies ont été construites à travers la DMZ elle-même pour faire la connexion. En octobre 2004, la connexion nord de la DMZ à Kaesŏng a finalement été achevée. Des essais simultanés le long des sections transfrontalières étaient prévus pour le 25 mai 2006 sur la ligne Gyeongui et la ligne Donghae Bukbu, mais les autorités militaires nord-coréennes ont annulé l'évènement un jour avant la date prévue. Cependant, lors d'une réunion tenue à Pyongyang, en Corée du Nord, le 22 avril 2007, la Corée du Nord et la Corée du Sud sont convenues de relancer le projet. Le 17 mai 2007, le premier train, transportant des délégations nord-coréennes et sud-coréennes, a quitté la gare de Munsan, au sud, pour se rendre à Kaesong, au nord. Le premier essai sur la ligne Donghae Bukbu a eu lieu au même moment. Selon les représentants sud-coréens, le Nord a donné son accord en principe à un service régulier de transport de passagers et de fret sur les deux lignes ferroviaires. Le 30 novembre 2018, un train d'inspection d'ingénieurs en provenance de Corée du Sud a traversé la frontière à Dorasan pour une inspection, menée conjointement avec des responsables nord-coréens. Cette évaluation concernait la ligne Kaesong-Sinuiju (P'yŏngŭi) du Nord et les voies ferrées vers le nord depuis le mont Kumgang[réf. nécessaire].

### Mise à niveau
Entre-temps, des travaux ont été entrepris pour moderniser la section sud-coréenne afin d'y installer des services de transport de grande capacité. Entre Séoul et Munsan, la ligne est aménagée en chemin de fer électrifié à double voie dans un nouveau tracée plus droit de 48,6 km de long. Les travaux ont commencé en novembre 1999, avec un budget initial de 1 970 milliards de wons. La section de Digital Media City (DMC) à Munsan a été achevée le 1er juillet 2009. La section restante sera principalement souterraine entre la station Gajwa au nord-ouest de Séoul et la station Yongsan au centre-ville de Séoul. En 2009, la progression des travaux de construction sur l'ensemble du tronçon Séoul-Munsan a atteint 74 % du budget total alors réestimé à 2 153,271 milliards de wons. La section devait être terminée d'ici 2014 et la zone libre du au travaux d'enfouissement de ligne a été réaménagée en parc connu sous le nom de Gyeongui Line Forest Park.
La ligne doit être encore modernisée pour atteindre 230 km/h, dans le cadre d'un plan gouvernemental annoncé le 1er septembre 2010 visant à réduire les temps de trajet pour 95 % de la Corée à moins de 2 heures d'ici 2020.
L'extension de la ligne Gyeongui-Jungang (Munsan-Imjingang) a ouvert ses portes le 28 mars 2020.

## Services

### Métro de Séoul
La ligne Gyeongui a été ouverte en tant que partie du métro de Séoul le 1er juillet 2009 de Séoul à Munsan. La ligne relie Séoul, Digital Media City, Ilsan, Paju et Munsan, et propose des correspondances vers les lignes 3, 6 et AREX.
La ligne principale se terminait à la station Digital Media City lors de sa première ouverture, tandis qu'une branche annexe continuait jusqu'à la gare de Séoul. Le 15 décembre 2012, la ligne principale a été prolongée jusqu'à la station Gongdeok, offrant des correspondances vers les lignes 2 et 5. Le 27 décembre 2014, la ligne principale a été prolongée jusqu'à la gare de Yongsan depuis la gare de Gongdeok, et le service a été renommé ligne Gyeongui-Jungang après sa fusion avec la ligne Jungang.
Le terme « métro » en référence à cette ligne est quelque peu impropre, car la ligne est souterraine sur moins de 3 % de sa longueur. La ligne modernisée suit simplement le tracé de l'ancienne ligne construite il y a 100 ans. La partie extra urbaine de la ligne traverse en grande partie des rizières, des forêts et des champs de légumes, et en dehors de Séoul, elle pénètre rarement dans des zones urbanisées. Il s'agit d'une voie principalement au niveau du sol, comprenant plusieurs passages à niveau avec des routes locales, où les employés de Korail sont en service pour arrêter la circulation.

### Service ferroviaire régulier
Avant l'intégration avec le système de métro, le service le plus courant sur la ligne était un service de train Tonggeun entre Séoul et Imjingang, avec des trains Saemaeul-ho. Depuis que la ligne a été intégrée au système de métro de Séoul, le service Tonggeun a été limité à quelques stations dans le nord, de Munsan à Imjingang, quelques-unes continuant jusqu'à Dorasan, près de la frontière nord-coréenne.

### KTX
Il y a un dépôt pour les trains Korea Train Express (KTX) le long de la ligne Gyeongui à la gare de Haengsin. Certains services KTX continuent ainsi au-delà de la gare de Yongsan de Séoul et se terminent à la gare de Haengsin.
La ligne pourrait bénéficier de davantage de services KTX après la mise à niveau à 230 km/h pris en compte dans le plan  gouvernemental pour 2020.

## Stations
Cette liste n'inclut pas les stations desservies uniquement par les services de la ligne Gyeongui-Jungang.
| Numéro de station (Métro de Séoul) | Gare      | Hangul | Hanja  | Services                                                                                                  |
| ---------------------------------- | --------- | ------ | ------ | --- |
| P313                               | Séoul     | 서울   |        | Métro métropolitain de Séoul : LGV Gyeongbu Gyeongbu services ITX-Saemaeul services Mugunghwa-hoTrain DMZ |
| K320                               | Haengsin  | 행신   | 幸     | LGV Gyeongbu LGV Honam Gyeongbu Honam Gyeongjeon Jeolla                                                   |
| K335                               | Munsan    | 문산   | 汶     | Train DMZ                                                                                                 |
| K336                               | Uncheon   | 운천   | 雲泉   | Train DMZ                                                                                                 |
| K337                               | Imjingang | 임진강 | Le 臨  | Train DMZ                                                                                                 |
| K338                               | Dorasan   | 도라산 | 都羅山 | Train DMZ                                                                                                 |